# Jupiaba minor
Jupiaba minor är en fiskart som först beskrevs av Travassos, 1964.  Jupiaba minor ingår i släktet Jupiaba och familjen Characidae. Inga underarter finns listade i Catalogue of Life.